# 木下俊良
木下 俊良（きのした としよし）は、豊後国日出藩12代藩主。正室は有馬頼貴の娘・国。官位は従五位下、佐渡守。

## 経歴
文化5年（1808年）2月15日、将軍徳川家斉に拝謁する。文化7年（1810年）3月10日、俊懋の隠居により家督を継いだ。同年12月16日、従五位下・佐渡守に叙任する。文化12年（1815年）10月17日、21歳で死去し、跡を弟の俊敦が継いだ。法号は徳充院殿秀山源英大居士。

## 系譜
父母
- 木下俊懋（父）
- ウメ ー 側室（母）

正室
- 国 ー 有馬頼貴の娘

養子
- 木下俊敦 ー 実弟